# Yhdystie 6741
La route de liaison 6741 (finnois : Yhdystie 6741) est une route régionale allant du village Mobacken de Mustasaari jusqu'à la place du marché de Vaasa en Finlande.

## Description
La route 6741 est une route de liaison d'une longueur de 17,5 kilomètres.
La route de raccordement 6741 commence près du village de Mobacken à Mustasaari à l'intersection de la route régionale 673. 
Après environ un kilomètre, la route atteint le village de Sulva, qu'elle traverse. 
À Sulva, la route de liaison croise la Stundarsintie, qui mène au musée de plein air de Stundars (fi).
Après environ un kilomètre après Sulva, la route atteint le village de Munsmo, où elle traverse la rivière Sulvanjoki et après deux kilomètres elle la frontière Mustasaari-Vaasa.
La route atteint bientôt le quartier d'Översundom de la zone métropolitaine de Sundom, où la route tournera vers le nord-est à l'intersection de Sundomintie.
Avant et après ce carrefour, la route croise les routes menant à la station de ski d'Öjberget.
Jusqu'à présent, la route était assez sinueuse, mais à 1,5 km du croisement de Sundomintie en direction de Vaasa, la route 6741 passe par Yttersundom, puis elle continue presque rectiligne jusqu'à son point final.
Après Sundom, la route s'étend sur trois kilomètres à travers la forêt, après quoi la elle enjambe le pont de Vaskiluoto jusqu'à Vaskiluoto. 
À Vaskiluoto, la route s'incurve vers le nord-est et arrive au pont de Vaskiluoto. 
Après le pont, la route s'appelle Vaasanpuistikko jusqu'à la place du marché de Vaasa, qui est le point final de la route 6741. 
Les routes nationales 3, 8 et 18 se croisent sur la place.

## Adresses et noms de routes
L'adresse de la route de connexion est Sulvantie de Mobacken jusqu'au croisement de Sundomintie. 
De là, le nom de la route vers Yttersundom est Sundomintie, d'où elle continue sous le nom Myrgrundintie du croisement de Näsintie jusqu'à Vaskiluoto.
À Vaskiluoto, le nom de la route est Moottorikatu jusqu'au pont de Vaskiluoto, lorsque le nom devient Sininen tie pendant la traversée du pont. 
Au centre de Vaasa, sur ses derniers 600 mètres, le nom de la route de liaison  est Vaasanpuistikko.